# Jakob Ludwig von Grape
Jakob Ludwig von Grape (* 17. Dezember 1735; † 21. August 1811 in Schwedt) war ein preußischer Offizier, Landrat im Kreis Königsberg und Kammerpräsident in Posen. 

## Leben

### Herkunft
Grape war Angehöriger des pommerschen Adelsgeschlechts von Grape. Seine Eltern waren der preußische Offizier, Chef des Garnisonregiment No. IV und Erbherr auf Carwitz, Johann Heinrich von Grape (* 1696; † nach 1758) und Louise Tugendreich Amalia von Sack aus dem Hause Blankenfelde.

### Laufbahn
Grape trat 1756 in die Armee ein. Im April 1762 wurde er zum Landrat des Kreises Königsberg gewählt und am 27. Mai 1762 als solcher ebd. bestallt. Seine Ernennung soll vor allem wegen seiner im Krieg geleisteten Dienste erfolgt sein. Dennoch erfüllte er voll die ihm übertragene Aufgabe als Landrat. 1770 wurde Grape als Kandidat für das Generaldirektorium geführt, blieb aber weiterhin auf der Landratsstelle. 1777 wurde er u. a. von Minister von Blumenthal als Direktor der Kriegs- und Domänenkammer in Küstrin vorgeschlagen und nach Audienz beim König vom 22. Juli bezuschlagt. Ein Ersuchen um Weiterbeförderung vom August 1781 wurde vom König zurückgewiesen, eine dahingehende erneute Vorsprache Grapes im September 1787 mit Verweis auf nunmehr 31 Dienstjahre und seine familiäre Situation blieben ebenfalls zunächst ungehört. Am 19. April 1793 wechselte er, nachdem er sich bei Minister von Voss auf die Stelle beworben hatte, als Kammerpräsident nach Posen. Schon 1794 wurde ihm vom Oberpräsidenten das Ansehen der Polen attestiert. 1797 wurde er auf Betreiben von Minister von Hoym pensioniert. Ein Ersuchen um Wiederanstellung vom Mai 1798 blieb unberücksichtigt, woraufhin Grape 1804 seinen Wohnsitz nach Schwedt verlegte.
Grape war zeitweise Herr auf Blankenfelde und Anteilig Clemptow und Blessin.

### Familie
Er war zweimal verheiratet, zunächst im Juli 1765 mit Christine Charlotte von der Osten (1737–1784) und nach ihrem Tod mit ihrer Schwester Sophie Dorothee von der Osten († 1804). Grape hatte sechs Kinder, wovon ihn zwei überlebten.
- Julie Sophie ⚭ 1795 Leopold von der Osten (1770–1827), preußischer Regierungsvizepräsident
- August Sigismund, preußischer Hauptmann
- Carl Heinrich, diente 1802 im Infanterieregiment „Puttkamer“
- Gottfried Ludwig, diente 1802 als preußischer Leutnant im Infanterieregiment „Pirch“